# Albogasio
Albogasio est une frazione de la commune de Valsolda dans la  province de Côme (Italie). 

## Géographie
Albogasio est situé à l'ouest de Valsolda, aux confins avec la Suisse, le long de la route qui longe le Ceresio vers la localité helvétique de Gandria.